# Amat de Remiremont
Amat de Remiremont o Aimat, en francès Amé o Aimé (Grenoble, ~560 - Remiremont, ~628) fou un monjo, fundador de l'abadia de Remiremont a l'actual departament dels Vosges). És venerat com a sant per unes confessions cristianes que accepten aquesta opció. No s'ha de confondre amb sant Amat de Sion, també monjo d'Agaunum i amb dies natalis (festa) el mateix dia 13 de setembre.

## Hagiografia

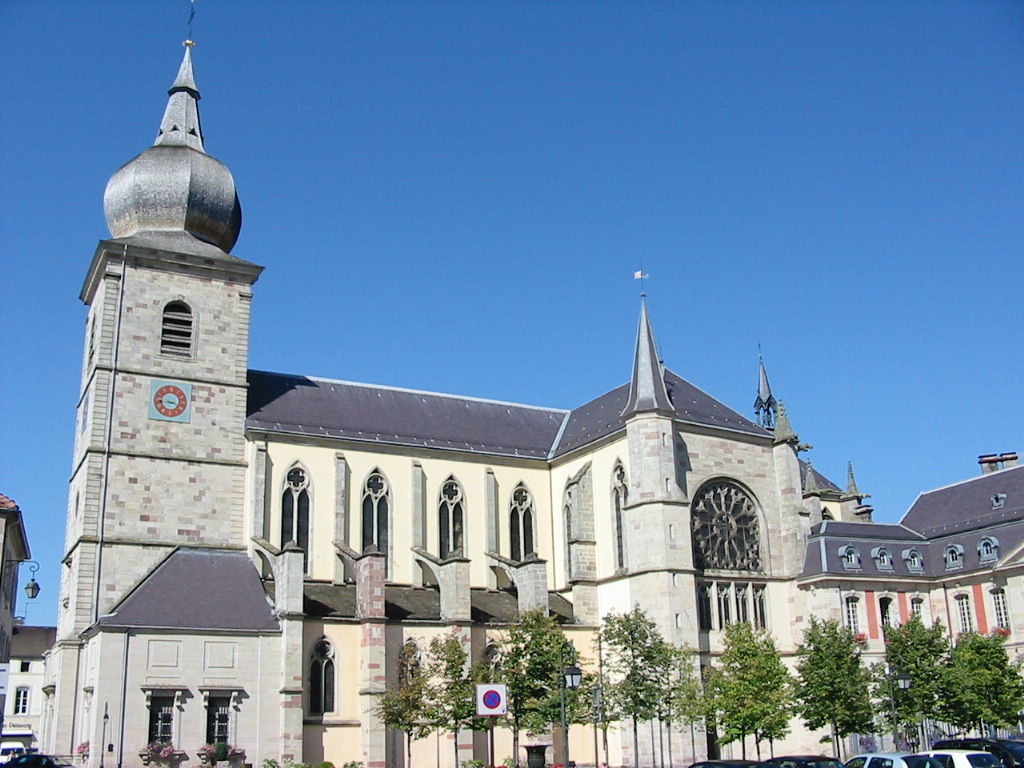
Abadia de Remiremont el 2005

Nascut a Grenoble cap al 560, ingressà com a monjo a l'abadia d'Agaunum (Saint-Maurice (Valais)) el 581. El 614 se'n va anar amb Eustaci a Luxeuil i el 620 va fundar amb Romaric al mont Habend, després anomenat Saint-Mont, el monestir doble de Remiremont a la Lorena i del qual va ser el primer abat.
El monestir s'organitzà de manera que els monjos visquessin a la vall i les monges al cim de la muntanya. Seguia la regla del monestir d'Agaunum i la dels monestirs de l'Orde de Sant Columbà, i s'hi feia laus perennis o lloança perpètua.
Després d'una disputa, es reconcilia cap al 628 amb Eustaci de Luxeuil. Els últims anys de sa vida els va passar fent vida eremítica al fons d'una cova fins a la qual li portaven el menjar amb una corda. Va morir el 628.

## Veneració
Des del segle viii és venerat com a sant. El municipi de Saint-Amé porta el seu nom.
Segons una tradició catalana, sense fonament històric però arrelada fins fa poc al folklore català, Amat de Tortosa havia nascut a Tarragona i era fill de pares de Valls. De bona família, repartí la seva fortuna entre els pobres i marxà a predicar a terres de França, on va fer vida eremítica i on va fundar l'abadia de Remiremont.